# Holm (Orkney)

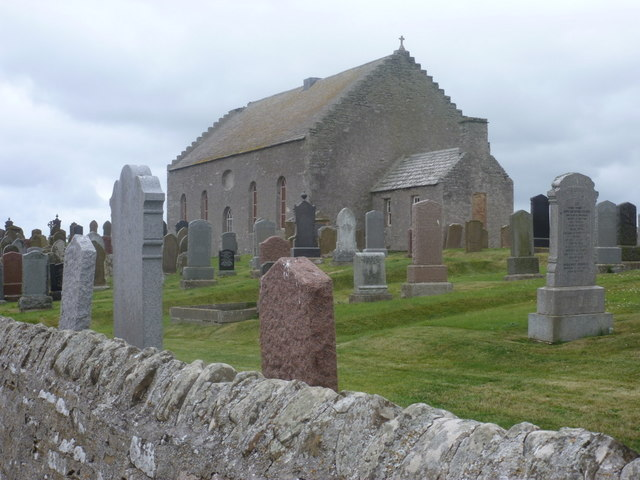
Eine Kirche in Holm

Holm ist eine Gemeinde (Community Council Area) auf den Orkneyinseln im Norden von Schottland.
Hervorgegangen ist sie aus einer historischen Verwaltungseinheit (Civil Parish), deren Gebiet im Südosten der Insel Mainland liegt. Es bildet die Form einer Raute, an die zwei angrenzende Civil Parishes stoßen. Diese sind Kirkwall and St Ola im Nordwesten und St Andrews and Deerness im Nordosten. Begrenzt wird ihr Gebiet durch die Meeresbuchten Holm Sound (mit der zugehörigen Insel Lamb Holm) im Südosten und Scapa Flow im Südwesten.
Unter den zugehörigen Ortschaften sind St Mary’s und Netherbutton.
Ende des 20. Jahrhunderts wurde das Civil Parish in eine Community Council Area umgewandelt.